# Bruckner Orchester Linz
Het Bruckner Orchester Linz (BOL) is het symfonieorkest van de Oostenrijkse stad Linz.

## Geschiedenis
Uit het toenmalige Linzer Theaterorchester, dat in 1938 in een Reichsgauorchester getransformeerd werd, ontstond tijdens de wederopbouw na de Tweede Wereldoorlog het Linzer Theater- und Symphonieorchester, dat in 1967 onder de chef-dirigent Kurt Wöss de naam Bruckner Orchester Linz (BOL) kreeg. Sindsdien geldt het als een van de leidende orkesten in Oostenrijk. Anton Bruckner, de naamgever van het orkest, was afkomstig uit Opper-Oostenrijk in de buurt van Linz (Ansfelden in het district Linz-Land). Zijn symfonieën behoren tot het basisrepertoire van het orkest, dat ze vele malen opnam, vooral met gastdirigent Kurt Eichhorn.

## Activiteiten
Het BOL speelt zowel opera-uitvoeringen in de orkestbak van het Linzer Landestheater, als symfonische concerten, vooral in het Brucknerhaus. Het orkest treedt ook op in andere plaatsen in en buiten Oostenrijk, veelal in het kader van producties van het Landestheater.

## Dirigenten
Chef-dirigenten:
- Kurt Wöss (1967–1975)
- Theodor Guschlbauer (1975–1983)
- Roman Zeilinger (1983–1985)
- Manfred Mayrhofer (1985–1992)
- Martin Sieghart (1992–2000)
- Ingo Ingensand (2000-2002)
- Dennis Russell Davies (2002-2017)
- Markus Poschner (2017- )

Onder anderen Clemens Krauss, Hans Knappertsbusch, Sergiu Celibidache, Christoph von Dohnányi, Horst Stein, Franz Welser-Möst en Heinrich Schiff hebben als vaste gastdirigent met het BOL opgetreden.